# Land Speed Record
Land Speed Record è il primo album dal vivo del gruppo hardcore punk statunitense Hüsker Dü. È stato registrato al 7th Street Entry di Minneapolis, Minnesota il 15 agosto 1981 e pubblicato nel gennaio 1982 dalla New Alliance Records Nel 1988 l'album è stato ripubblicato in formato CD.

## Tracce
Nell'edizione del 1988 sono presenti solo due tracce, una contenente il lato A e l'altra il lato B.

### Lato A
1. All Tensed Up (Mould) - 2:02
2. Don't Try to Call (Mould) - 1:30
3. I'm Not Interested (Hart) - 1:31
4. Guns at My School (Mould) - 0:55
5. Push The Button (Hart) - 1:48
6. Gilligan's Island (Hart) - 1:23
7. M.T.C. (Norton) - 1:09
8. Don't Have a Life (Norton) - 2:09

### Lato B
1. Bricklayer (Mould) - 0:53
2. Tired of Doing Things (Hart) - 0:58
3. You're Naive (Mould) - 0:53
4. Strange Week (Hart) - 0:57
5. Do the Bee (Hart) - 1:49
6. Big Sky (Mould) - 0:57
7. Ultracore (Mould) - 0:47
8. Let's Go Die (Norton) - 1:26
9. Data Control (Hart) - 5:28

## Formazione
- Bob Mould - chitarra, voce
- Greg Norton - basso, voce
- Grant Hart - batteria, voce